# Lago Rainy

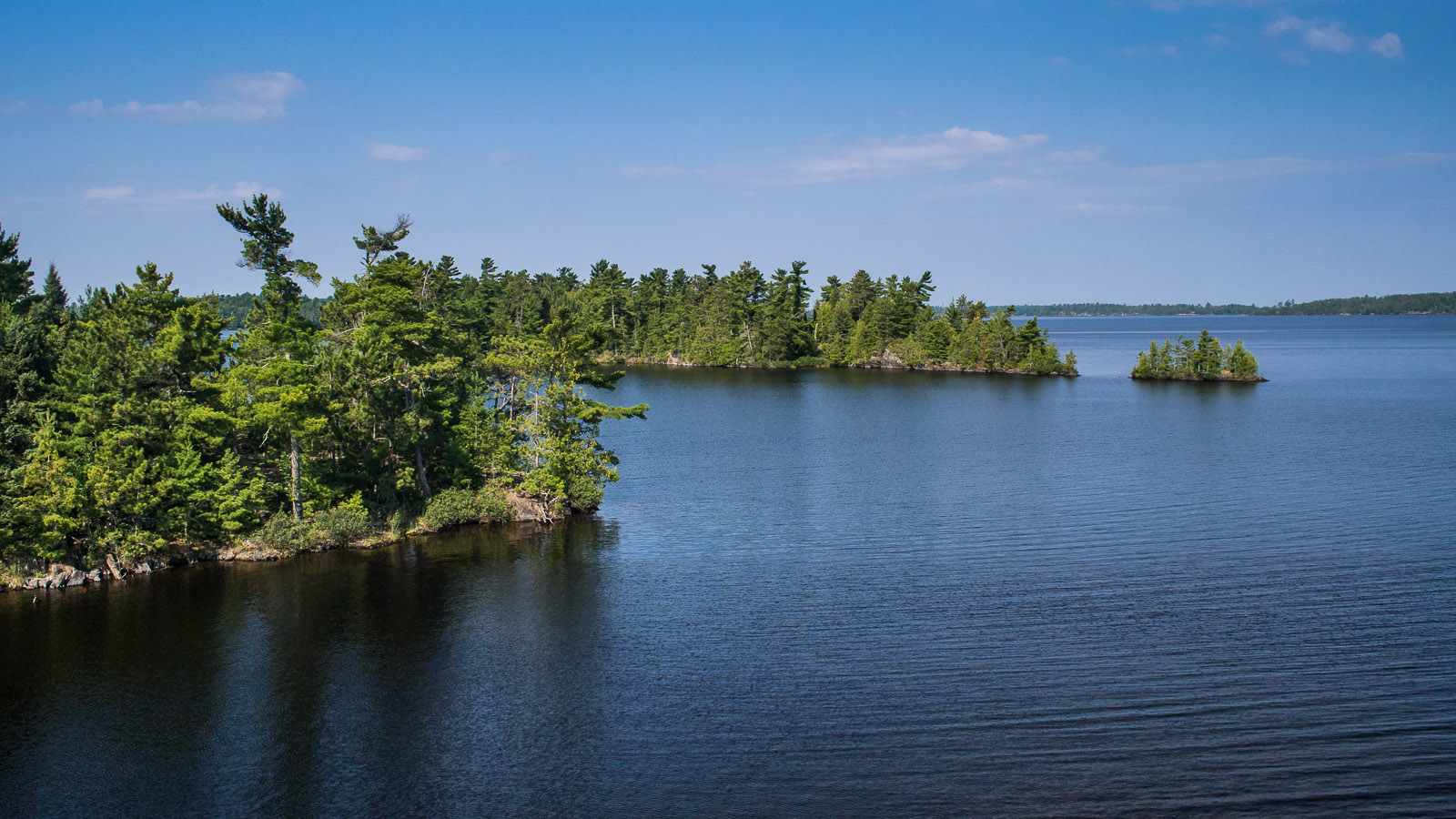
Una vista del lago Rainy tomada desde el canal Tango.

El lago Rainy (en inglés: Rainy Lake; en francés: lac à la Pluie, lit., 'lago de la lluvia' o 'lago lluvioso'; en ojibwa: gojijii-zaaga'igan) es un lago binacional de Norteamérica de agua dulce relativamente grande (890 km²) localizado en la frontera entre los Estados Unidos y Canadá. El río Rainy es el efluente del lago, desde su lado oeste, y se aprovecha para generar energía hidroeléctrica conjuntamente en ambos países. Las ciudades hermanas de International Falls (Minnesota, con 6424 hab. en 2010), y Fort Frances (Ontario, con 7951 hab. en 2011), están situadas a cada uno de los lados de la salida del río del lago. El lago y el río Rainy establecen el límite entre los dos países.
El estadounidense parque nacional Voyageurs se encuentra en la esquina sureste del lago, donde el Rainy conecta con los lagos Kabetogama y Namakan. El lago Rainy es parte de un sistema lacustre extremadamente grande que forma parte de la cuenca hidrográfica de la bahía de Hudson, que se extiende desde el oeste del lago Superior hasta el océano Ártico, en el norte. La cuenca del lago Rainy incluye varias áreas protegidas: en el lado estadounidense, la Boundary Waters Canoe Area Wilderness (BWCA) y partes del Bosque Nacional Superior; y en el lado canadiense, el parque provincial Quetico. En la parte canadiense también están delimitadas varias Reservas Indias: Rainy Lake (17B, 18C y 26A), Couchiching (16A) y Seine River (23B). 
El lago es cruzado por la Trans Canada Higway 11, que discurre por la ribera septentrional.

## Nombre
La documentación más temprana del nombre del lago es «Tekamamiwen» (que se muestra como «Lac de Tecamamiouen» en el mapa de Ochagach (ca. 1728);  como «Lac Tacamamioüer» en el mapa de 1739 de Guillaume Delisle; como «Lake Tecamaniouen» en Mapa de Mitchell de 1757; y como «Lake Tekamamigovouen» en el mapa de Canadá de 1762 de Thomas Jefferys. Pierre Gaultier de Varennes, sieur de La Vérendrye cita que el nombre era una corrupción de las palabras cree «taki-kimiwen», que significa «siempre está lloviendo», en referencia al río Rainy (lluvioso), aunque la lengua no acaba de apoyar esa afirmación. También menciona que el lago también era conocido como «Ouichichick» (en lengua ojibwa, la palabra Gojijiing o en cree Kocicīhk, significando ambas «en el lugar de entrantes»). Los primeros documentoslistan la porción del lago Rainy al este de Brule Narrows como «Cristinaux [Cree] Lake» o como «Little Lake» [Pequeño Lago].

## Historia
El primer occidental del que hay constancia que estuvo en el lago fue una expedición de Jacques de Noyon, un explorador y coureur des bois franco-canadiense que viajó, acompañado por tres compañeros, por las rutas indígenas en canoa desde Montreal en 1688-1689  e invernó en sus riberas. Construyó un fuerte, estableció relaciones con los nativos assiniboine y dejó la región en el verano siguiente, regresando a la zona del lago Superior.

## Usos recreativos en el lago Rainy

### Parque nacional Voyageurs
En el lago Rainy, el parque nacional Voyageurs mantiene una extensa red accesible mediante embarcaciones de sitios de acampada, senderos para caminatas y senderos para motos de nieve para el uso invernal.

### Pesca
El lago es un destino popular para la pesca deportiva y recreativa de especies como el lucioperca, lucio europeo, muskellunge, perca americana y lubina de boca chica, que son todas especies de agua dulce. El lago Rainy es el lugar donde se celebra el Campeonato anual de Bass canadiense, que ha tenido lugar todos los veranos desde 1996. El lago está salpicado de pequeñas islas en ambos lados, canadiense y estadounidense, donde hay numerosas cabañas de pesca, pequeñas resorts de pesca y casas de vacaciones. El turismo es una parte importante de la economía local.

## Control del agua
El nivel del lago Rainy se controla en las centrales hidroeléctricas de la presa internacional que atraviesa el río Rainy entre International Falls y Fort Frances, en las dos presas de regulación ubicadas en Kettle Falls (donde el lago Namakan entra en el lago Rainy), y en la Estación Generadora de Sturgeon Falls, ubicada en el río Sena. Las empresas que poseen y operan las centrales eléctricas (la estadounidense Boise Inc. y la canadiense H2O Power Limited Partnership) son las responsables del mantenimiento del nivel del lago y de los cambios de caudal de las presas dentro de los rangos normales, sujetas a la supervisión regulatoria de la Junta de Control Internacional del Lago Rainy (International Rainy Lake Board of Control, IRLBC). El IRLBC es un consejo de la Comisión Mixta Internacional (International Joint Commission, IJC), que es una organización binacional creada a partir del Tratado de Aguas de la Frontera Internacional de 1909 (International Boundary Waters Treaty) a los efectos de gestionar los asuntos relacionados con el agua en la frontera de Estados Unidos y Canadá.

## Geología

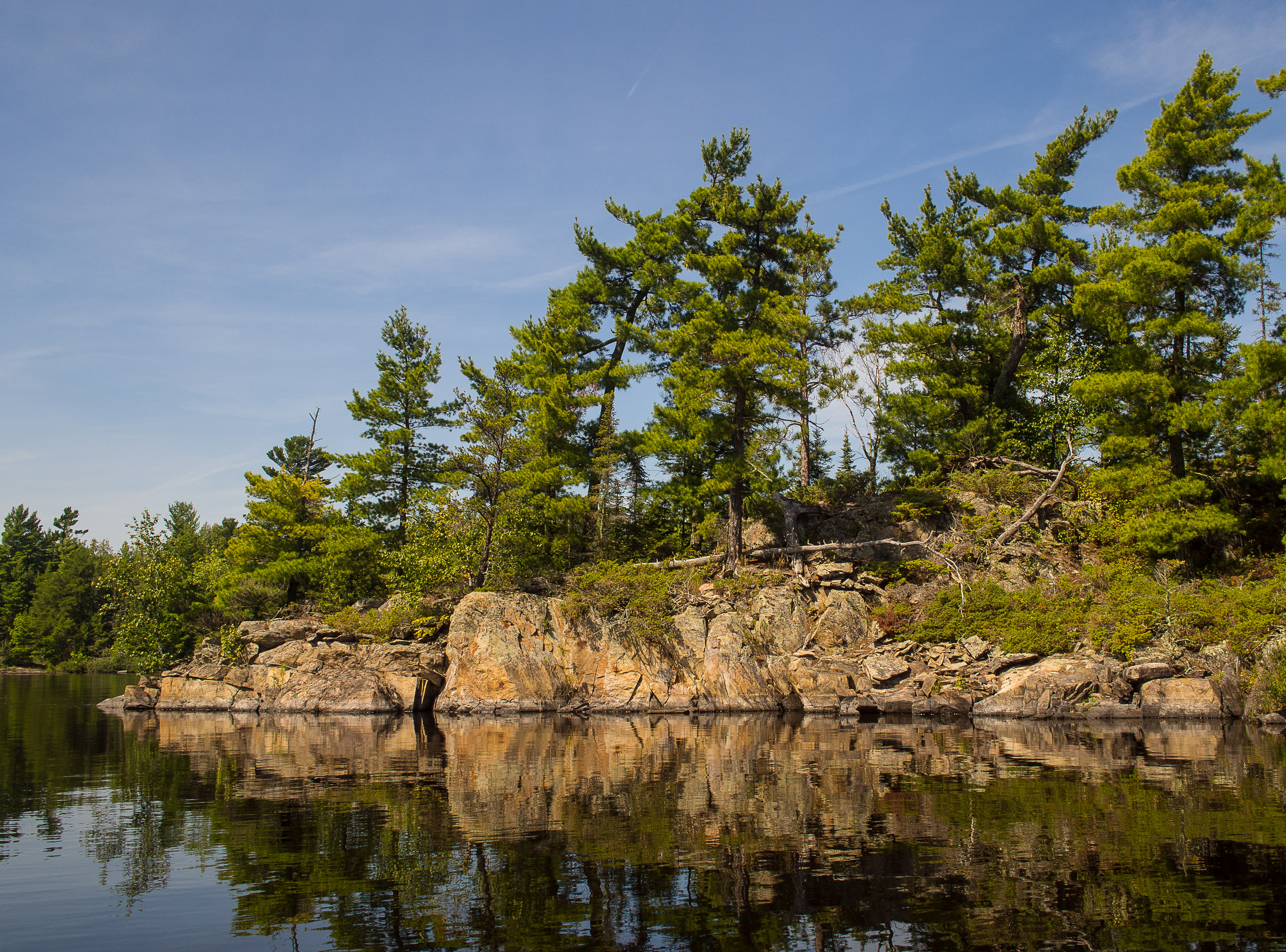
Orillas del Lago Rainy, Ontario, Canadá

Geológicamente, el lago Rainy es parte del cratón Superior del Escudo Canadiense y conserva accidentes asociados a él, como una gran y antigua caldera volcánica y las fallas que se pueden ver claramente en las imágenes de satélite del lago. La falla Lago Rainy-Río Sena es una zona de falla de desgarre que pasa a través del lago Rainy desde la bahía Tilson, en el suroeste de la bahía del Sena, en el noreste. La falla Quetico pasa por el lago Rainy en su dirección este a oeste a través del McDonald Inlet.
El sistema de fallas forma una zona de llave triangular que separa el terreno granítico de piedra verde de la subprovincia Wabigoon, al norte, del terreno metasedimentaria de la subprovincia Quetico, al sur.
La roca bajo el lago y la expuesta en muchas de sus islas son una parte expuesta del cratón norteamericano compuesto por antiguas rocas precámbricas. Esta roca se ha visto afectada de manera significativa por la glaciación, que domina gran parte de la reciente historia geológica de la zona.

## El lago en la cultura popular
El lago Rainy (y el río Rainy) desempeña un papel fundamental en la novela The Things They Carried [Las cosas que llevaban] de Tim O'Brien. Otras novelas ambientadas en el lago Rainy son "Wilder's Edge", de Diane Bradley (publicado por North Star Press of St. Cloud) y "Frozen" [Congelados], de Mary Casanova, publicado por University of Minnesota Press).